# 2U
2U è un singolo del DJ francese David Guetta, pubblicato il 9 giugno 2017 come primo estratto dal settimo album in studio 7.
Il singolo ha visto la partecipazione alla parte vocale del cantante canadese Justin Bieber.

## Video musicale
Il video musicale è stato pubblicato in due versioni, una delle quali sponsorizzata da Victoria's Secret, in cui sono presenti le modelle Sara Sampaio, Romee Strijd, Elsa Hosk, Jasmine Tookes, Stella Maxwell e Martha Hunt.

## Tracce
Download digitale
1. 2U (feat. Justin Bieber) – 3:15

## Classifiche

### Classifiche settimanali
| Classifica (2017) | Posizione massima |
| ----------------- | ----------------- |
| Australia         | 2                 |
| Austria           | 2                 |
| Belgio (Fiandre)  | 3                 |
| Belgio (Vallonia) | 8                 |
| Bulgaria          | 3                 |
| Canada            | 4                 |
| Danimarca         | 2                 |
| Finlandia         | 3                 |
| Francia           | 10                |
| Germania          | 3                 |
| Irlanda           | 5                 |
| Italia            | 9                 |
| Libano            | 2                 |
| Lussemburgo       | 6                 |
| Norvegia          | 2                 |
| Nuova Zelanda     | 4                 |
| Paesi Bassi       | 5                 |
| Polonia           | 11                |
| Portogallo        | 2                 |
| Regno Unito       | 5                 |
| Repubblica Ceca   | 2                 |
| Slovacchia        | 3                 |
| Slovenia          | 17                |
| Spagna            | 13                |
| Stati Uniti       | 16                |
| Svezia            | 2                 |
| Svizzera          | 2                 |
| Ungheria          | 2                 |

### Classifiche di fine anno
| Classifica (2017) | Posizione |
| ----------------- | --------- |
| Australia         | 69        |
| Austria           | 35        |
| Belgio (Fiandre)  | 32        |
| Belgio (Vallonia) | 28        |
| Brasile           | 113       |
| Canada            | 54        |
| Francia           | 65        |
| Germania          | 46        |
| Paesi Bassi       | 32        |
| Polonia           | 75        |
| Russia            | 76        |
| Svezia            | 31        |
| Svizzera          | 51        |
| Ungheria          | 24        |